# Minnesota North Stars
Minnesota North Stars – amerykański klub hokejowy z siedzibą w Bloomington. W latach 1967–1993 drużyna występowała w rozgrywkach NHL. W 1993 roku klub został przeniesiony do Dallas i zmienił nazwę na Dallas Stars.

## Historia
Klub powstał w 1967 roku i od tego czasu przez 26 sezonów występował w rozgrywkach National Hockey League (NHL). W tym czasie drużyna zakwalifikowała się 17 razy do fazy play-off i dwukrotnie dotarł do finału o Puchar Stanleya (1981, 1991). W 1993 klub zakończył działalność po tym, jak został przeniesiony do Dallas w Teksasie, gdzie zaczął funkcjonować jako Dallas Stars.
Hokej na lodzie w wydaniu NHL powrócił do stanu Minnesota w 2000, gdy do ligi został przyjęty zespół Minnesota Wild z siedzibą z Saint Paul, nieopodal Bloomington.

## Sukcesy
Drużynowe
- Mistrz dywizji NHL: 1981, 1991
- Mistrz konferencji NHL: 1982, 1983
- Clarence S. Campbell Bowl: 1991

Indywidualne
- Calder Memorial Trophy: Danny Grant (1969), Bobby Smith (1979)
- Bill Masterton Memorial Trophy: Al MacAdam (1980)

## Zawodnicy
W drużynie występowali m.in. John Miszuk, Dirk Graham, Marc Habscheid, Frank Musil, Ulf Dahlén, Raimo Helminen, Brian Bellows (w drafcie NHL wybrany z numerem 2), a ponadto w drafcie klub dwukrotnie wybierał zawodników z numerem 1: Brian Lawton (1983) i Mike Modano (1988). Poza tym draftowani przez klub byli Miloš Říha, Artūrs Irbe i Jere Lehtinen, lecz nie zagrali w zespole.
W historii występów drużyny najwięcej meczów rozegrał Neal Broten (876), który także uzyskał najwięcej asyst (547) i punktów w klasyfikacji kanadyjskiej (796), natomiast najskuteczniejszym strzelcem w barwach klubu jest Brian Bellows (342 gole).
Zastrzeżone numer
- 8 – Bill Goldsworthy
- 19 – Bill Masterton